# پپه
کپلر لاوران د لیما فریرا (به پرتغالی: Képler Laveran de Lima Ferreira؛ زادهٔ ۲۶ فوریهٔ ۱۹۸۳) که با نام پپه شناخته می‌شود، یک بازیکن  سابق فوتبال اهل پرتغال است.
پپه به دلیل قدرت بدنی بالا و برتری در دوئل‌های تک به تک به عنوان یکی از بهترین مدافعان نسل خود به‌شمار می‌رود.
پپه روز ۸ اوت ۲۰۲۴، در سن ۴۱ سالگی از فوتبال خداحافظی کرد.

## زندگی
او فوتبال خود را از تیم محلی شهر خود شروع کرد و سپس مراحل ترقی را در تیم کرونتیانس الاگوانو سپری کرد. در سن ۱۸ سالگی وی به تیم (ب) شهر مارکیو پرتغال یعنی مارتیمو پیوست و برای کنار آمدن با شرایط و محل جدید زندگی خود متحمل سختی زیادی شد وی مراحل پیشرفت خود را در این تیم طی کرد تا اینکه توجه پورتو را به خود جلب کرد و بالاخره در سال ۲۰۰۴ به عضویت این تیم پرتغالی درآمد.

## پست:مدافع میانی
از په په به عنوان یکی از بهترین مدافعان قرن ۲۱ یاد شده‌است بسیاری از افراد می‌گویند او یک تیغ برنده در پاهای خود دارد که هرچیزی را که در جلوی وی قرار می‌گیرد را از سر راه برمی‌دارد از خصوصیات این بازیکن می‌توان به تکنیک مناسب، تاکتیک پذیری خوب، جاگیری عالی، هوش بالا و قدرت کنترل توپ اشاره کرد. نمایش خیره‌کننده این بازیکن در سال (۲۰۰۷–۲۰۰۸) مقابل بارسلونا در ورزشگاه نیوکمپ که با پیروزی ۱–۰ رئال مادرید همراه بود او را بر سر زبان‌ها انداخت بازی عالی وی که شاید بهترین بازی دوران بازیکنی او باشد باعث شد از او به عنوان یکی از بهترین بازیکنان مسابقه یاد شود.

## ملی
په په که از سال ۲۰۰۷ ملیت پرتغالی دارد است.او در ۳۰ اوت برای اولین بار به تیم ملی دعوت شد.

### جام ملت‌های اروپا ۲۰۱۶
او به همراه تیم ملی فوتبال پرتغال قهرمان یورو ۲۰۱۶ شد و عنوان پانزدهمین بازیکن برتر این رقابت‌ها را کسب کرد.

## افتخارات

### رئال مادرید
- لالیگا: 2007–۲۰۰۸، ۲۰۱۱–۲۰۱۲، ۲۰۱۶–۲۰۱۷
- کوپا دل ری: ۲۰۱۰–۲۰۱۱، ۲۰۱۳–۲۰۱۴
- لیگ قهرمانان اروپا: ۲۰۱۳–۲۰۱۴، ۲۰۱۵–۲۰۱۶، ۲۰۱۶–۲۰۱۷
- سوپر جام اروپا: ۲۰۱۴، ۲۰۱۶، ۲۰۱۷
- سوپرجام فوتبال اسپانیا: ۲۰۰۸، ۲۰۱۲، ۲۰۱۷
- جام باشگاه‌های جهان: ۲۰۱۴، ۲۰۱۶، ۲۰۱۷

### پورتو
- لیگ برتر فوتبال پرتغال: ۲۰۰۵–۲۰۰۶، ۲۰۰۶–۲۰۰۷، ۲۰۱۹–۲۰۲۰، ۲۰۲۱–۲۰۲۲
- جام حذفی فوتبال پرتغال: ۲۰۰۵–۲۰۰۶، ۲۰۱۹–۲۰۲۰، ۲۰۲۱–۲۰۲۲
- سوپرجام فوتبال پرتغال: ۲۰۰۴، ۲۰۰۶
- جام بین قاره ای: ۲۰۰۴

### پرتغال
- جام ملت‌های اروپا: ۲۰۱۶
- لیگ ملت‌های اروپا: ۲۰۱۹